# Thái Bá Nhiệm
Thái Bá Nhiệm (bí danh: Hồng Tâm, sinh ngày 24 tháng 4 năm 1929 tại xã An Thủy, huyện Lệ Thủy, tỉnh Quảng Bình, mất ngày 1 tháng 3 năm 2015 tại phường Đồng Mỹ, thành phố Đồng Hới, tỉnh Quảng Bình) là chính trị gia người Việt Nam. Ông nguyên là Ủy viên Ban Chấp hành Trung ương Đảng Cộng sản Việt Nam khóa 7 (1991-1996), Bí thư Tỉnh ủy Quảng Bình đầu tiên từ khi tỉnh này được chia tách từ tỉnh Bình Trị Thiên cũ (1989-tháng 6 năm 1991).

## Tiểu sử
Thái Bá Nhiệm sinh ngày 24 tháng 4 năm 1929 tại xã An Thủy, huyện Lệ Thủy, tỉnh Quảng Bình.
Từ tháng 5 năm 1945, ông bắt đầu tham gia các hoạt động kháng chiến chống thực dân Pháp ở địa phương, bắt đầu từ thanh niên cứu quốc, rồi du kích xã An Thủy, chiến sĩ, trung đội trưởng, chính trị viên trung đội.
Sau đó, vào tháng 3 năm 1947, ông gia nhập Quân đội nhân dân Việt Nam. Lúc đầu ông là bộ đội địa phương ở huyện Lệ Thủy, tỉnh Quảng Bình. Ông gia nhập Đảng Cộng sản Việt Nam vào ngày 20 tháng 8 năm 1947, chính thức ngày 20 tháng 12 năm 1947.
Trong lực lượng bộ đội địa phương ở huyện Lệ Thủy, ông đi lên từ chiến sĩ, đại đội phó, chính trị viên đại đội và bí thư chi bộ Đảng Cộng sản Việt Nam.
Tháng 1 năm 1950, ông tham gia bộ đội chủ lực. Ông là Bí thư chi bộ Bộ Chỉ huy Mặt trận Bình Trị Thiên miền Trung Lào, chính trị viên đại đội 79, Bí thư chi bộ Văn phòng Bộ chỉ huy Mặt trận, Liên chi ủy viên Mặt trận bộ, Bí thư chi bộ đại đội, liên chi ủy viên.
Từ tháng 10 năm 1953 đến tháng 12 năm 1958, ông là Chính trị viên phó, chính trị viên tiểu đoàn, tiểu đoàn trưởng D347 trung đoàn 95, sư đoàn 325, chính ủy trung đoàn 18 F325.
Từ tháng 1 năm 1959 đến tháng 8 năm 1960, ông tham gia học lý luận chính trị Trung cao cấp quân đội tại thủ đô Hà Nội.
Từ tháng 9 năm 1960 đến tháng 8 năm 1963, ông là Chính ủy E 101, F 325, Phó Chủ nhiệm Chính trị, Chủ nhiệm chính trị sư đoàn.
Từ tháng 9 năm 1963 đến tháng 2 năm 1966, ông là Chính ủy đoàn tên lửa E 228B; Chủ nhiệm chính trị sư đoàn 325B.
Từ tháng 3 năm 1966 đến tháng 11 năm 1968, ông là Trưởng phòng Tổ chức Mặt trận Tây nguyên (B3), Đảng ủy viên Mặt trận.
Từ tháng 12 năm 1968 đến tháng 9 năm 1971, ông là Phó Chủ nhiệm Chính trị mặt trận Tây nguyên, Đảng ủy viên Mặt trận.
Từ tháng 10 năm 1971 đến tháng 11 năm 1972, ông là Chính ủy Cục Hậu cần Mặt trận Tây nguyên (B3), Đảng ủy viên Mặt trận.
Từ tháng 12 năm 1972 đến tháng 8 năm 1976, ông là Chủ nhiệm Chính trị Mặt trận Tây nguyên (B3), Cục trưởng Cục chính trị Quân đoàn 3, Chính ủy Bộ Chỉ huy Quân sự tỉnh Bình Trị Thiên.
Từ tháng 10 năm 1976 đến tháng 6 năm 1989, ông là Tỉnh ủy viên, Ủy viên Thường vụ, Phó Bí thư Thường trực Tỉnh ủy Bình Trị Thiên.
Ngày 1 tháng 7 năm 1989, tỉnh Bình Trị Thiên được chia tách thành 3 tỉnh như trước là tỉnh Quảng Bình, Quảng Trị, và Thừa Thiên Huế, Ban Chấp hành Trung ương Đảng Cộng sản Việt Nam chỉ định 20 ủy viên cho Ban Chấp hành Đảng bộ tỉnh Quảng Bình và chỉ định ông Thái Bá Nhiệm làm Quyền Bí thư Tỉnh ủy Quảng Bình.
Từ năm 1990 đến tháng 6 năm 1991, ông chính thức là Bí thư Tỉnh ủy Quảng Bình.
Từ tháng 7 năm 1991 đến tháng 12 năm 1997, ông là Ủy viên Ban Chấp hành Trung ương Đảng Cộng sản Việt Nam khóa 7, Ủy viên Thường vụ Tỉnh ủy, Trưởng Ban Dân vận Tỉnh ủy Quảng Bình.
Từ tháng 1 năm 1998, ông nghỉ hưu, cư trú ở Tổ dân phố 6, phường Đồng Mỹ, thành phố Đồng Hới, tỉnh Quảng Bình.
Ông còn là Chủ tịch Hội bảo trợ người tàn tật và trẻ em mồ côi tỉnh Quảng Bình, sau khi thôi chức Chủ tịch được bầu làm Chủ tịch danh dự Hội này.
Ông mất vào lúc 16 giờ 5 phút, ngày 1 tháng 3 năm 2015 tại nhà riêng do tuổi già, hưởng thọ 86 tuổi.